# San Juan Chamula
San Juan Chamula est une commune du Chiapas, située à 10 km de San Cristóbal de las Casas et à douze km de San Andrés Larráinzar (es) au Mexique. Cette municipalité est habitée par un grand nombre de Tzotzils.

## Toponymie
Les sources ne s'accordent pas toutes sur la signification et l'origine du nom. Mais une des principales théorie est que Chamula vient du náhuatl chamolli qui signifierait  « là où abondent les aras ».
Une autre théorie, reprise par le gouvernement mexicain donnerait comme signification « l'endroit où l'eau est épaisse comme la boue ».

## Géographie
La ville est située à 2 260 mètres d'altitude, et seulement 20 % des terrains de la commune sont plats, le reste étant montagneux. Près de Chamula passent les fleuves Yultonil et Chamula.
Le climat est tempéré et humide, avec une température moyenne annuelle de 13,7 °C, les précipitations annuelles y étant de 1 024 mm, les pluies étant les plus fréquentes en été.

## Histoire
Avant l'arrivée des Espagnols, Chamula  était un important centre de population tzotzil. La commune a été conquise et anéantie par le capitaine Luis Marín en 1524.
Le 7 juillet 1837 le département du Chiapas est divisé en cinq districts, Chamula étant rattaché à celui de San Cristobal de las casas. En 1869, le soulèvement indigène connu sous le nom de guerre des castes fut dirigé par un escroc notoire le Chamula Pedro Díaz Cuscat.
Un décret postérieur à la rébellion, signé par le gouverneur José Pantaleón Domínguez (es), condamne les révoltés survivants  au travail forcé.
En 1912, une nouvelle rébellion éclate, menée par Jacinto Pérez Pajarito.
Le 4 juillet 1925, par décret du général Carlos A. Vidal, Chamula devint ville.